# Ashrita Furman
Ashrita Furman, nascido Keith Furman (Brooklyn-NY, 16 de Setembro de 1954), mais conhecido como Mr. Vesatility, é o homem com mais recordes contabilizados pelo Guinnes Book no mundo.
Recordista profissional há mais de 30 anos, ele já quebrou 356 recordes e mantém outros 131 (segundo suas próprias contas). Segundo o Guinness, ele quebrou 259 e ainda é detentor de 100.
Sobre sua capacidade de estabelecer recordes, apesar de não possuir um físico atlético, Ashrita deu a seguinte declaração: "(...) percebi que os limites estão na mente. Decidi a começar a quebrar recordes mundiais. Minha nova visão da vida me fez perceber que qualquer um é capaz de levar seu corpo ao limite."

## Lista Com Alguns Recordes(em inglês)
| Record number | Event                                       | Record             | Location and date           |
| ------------- | ------------------------------------------- | ------------------ | --------------------------- |
| 283           | Juggling on a pogo stick, furthest distance | 4 mi, 30 ft        | Easter Island, January 2010 |
| 300           | Underwater juggling, longest duration       | 1 hr 19 min 58 sec | New York, March 2010        |
| 303           | Balancing eggs on end, most simultaneously  | 888                | New York, June 2010         |
| 307           | Piggyback running, fastest mile             | 12 min 47 sec      | New York, July 2010         |
| 311           | Kangaroo ball racing, fastest mile          | 13:00 min          | New York, August 2010       |